# Psychotria cuprea
Psychotria cuprea är en måreväxtart som beskrevs av Henry Nicholas Ridley. Psychotria cuprea ingår i släktet Psychotria och familjen måreväxter. Inga underarter finns listade i Catalogue of Life.